# Philip Hammond
Philip Anthony Hammond (sinh ngày 4 tháng 12 năm 1955) là một chính trị gia đảng bảo thủ Anh.
Hammond lần đầu tiên trở thành nghị sĩ Nghị viện Anh sau cuộc bầu cử của ông vào năm 1997, đại diện cho khu vực bầu cử Runnymede và Weybridge.
Ông được bổ nhiệm trong nội các phe đối lập bởi David Cameron vào năm 2005 với chức vụ Bộ trưởng Việc làm và Hưu trí Chính phủ phe đối lập, vẫn giữ chức vụ này cho đến khi một cuộc cải tổ năm 2007, khi ông trở thành Bộ trưởng Tài chính Chính phủ phe đối lập.
Sau khi sự hình thành của chính phủ liên hiệp tháng 5 năm 2010, ông được bổ nhiệm làm Bộ trưởng Giao thông và đã tuyên thệ nhậm chức trước Hội đồng Cơ mật. Sau vụ từ chức của Liam Fox trong một vụ bê bối trong tháng 10 năm 2011, Hammond được bổ nhiệm chức Bộ trưởng Quốc phòng, và trong tháng 7 năm 2014, ông trở thành Ngoại trưởng và Vụ thịnh vượng chung Vương quốc Anh. Hammond trở thành Bộ trưởng Tài chính trong tháng 7 năm 2016 sau khi Thủ tướng David Cameron từ chức và Theresa May trở thành Thủ tướng.